# Obereopsis semiflava
Obereopsis semiflava är en skalbaggsart som beskrevs av Stefan von Breuning 1957. Obereopsis semiflava ingår i släktet Obereopsis och familjen långhorningar.
Artens utbredningsområde är Kenya. Inga underarter finns listade i Catalogue of Life.